# Too Young to Be a Dad
Too Young to Be a Dad es una película de televisión canadiense-estadounidense sobre el embarazo adolescente que se emitió por primera vez el 10 de junio de 2002 en Lifetime Movies.

## Argumento
Matt Freeman, de quince años, es el miembro más joven en ser incluido en la Sociedad de Honor de su escuela. Sus padres trabajadores y de clase media, Dan y Susan Freeman, están encantados de tener un buen hijo mientras intentan controlar a su rebelde hija mayor, Alex. Durante la clase de matemáticas, Matt conoce a Francesca Howell, hija del rico Dr. y Juliana Howell. Al ver que tiene dificultades con las matemáticas, Matt se ofrece a ser su tutor. Muy rápidamente, Francesca y Matt desarrollan sentimientos el uno por el otro y finalmente comienzan a salir. Francesca le confiesa a Matt que ya tuvo relaciones sexuales con otras personas, lo que le alivió el estrés de tener que estar a la altura de las altas expectativas de sus padres. Un día después de la escuela, Matt abandona a su mejor amigo, Blair, va a la casa de Francesca y tiene sexo con ella. Al día siguiente, le admite a Francesca que no está preparado para ese tipo de relación y le pide que sigan siendo buenos amigos.
Poco después, Francesca notó que está aumentando de peso y lucha por mantenerlo oculto a sus padres, especialmente a su madre, que es demasiado crítica con su apariencia. Unos días después, ella le dice a Matt que su período se atrasa, camina hacia una tienda cercana, donde Matt roba una prueba de embarazo, que da positivo. Los padres de Francesca notan rápidamente que algo anda mal con ella, pero creen que está drogada. Su padre finalmente se da cuenta de lo que está mal cuando la ve vomitando una mañana. El Dr. Howell llama a la madre de Matt, quien está completamente sorprendida y enojada, pero se apresura a asegurarle a Matt que lo ama. Matt le dice a Blair, quien se apresura a culpar a Francesca por el embarazo y le confía a Matt que le preocupa que lo que pasó destruya su amistad. Susan llama a Dan, quien está en un viaje de negocios y no puede regresar a tiempo para reunirse con los Howell.
En la reunión, los Howell explican que Francesca está embarazada de cinco meses, por lo que no se puede interrumpir el embarazo. También explica que su seguro médico cubre la atención prenatal hasta en un 80%, dejando que los Freeman paguen el resto. Más importante aún, el Dr. Howell le explica a Matt que él cree que una adopción cerrada en una ubicación fuera del estado es la única manera de brindarle al bebé un buen hogar sólido y devolverle la vida a Matt y Francesca. Matt parece reacio a dar a su hijo en adopción, pero acepta a regañadientes cuando su madre le explica que es la única forma de salvaguardar su futuro.
Un poco más tarde, Susan recibe una llamada del director de la escuela de Matt informándole que Matt y Francesca serán transferidos involuntariamente a una escuela alternativa local para padres adolescentes, según la política de la escuela. Susan le ruega al director que no retire a Matt, citando lo mucho que ama la escuela y lo molesto que sería para él y su futuro académico. El director organiza una reunión para que Susan y Matt presenten su caso. En general, las tensiones aumentan. El Dr. Howell no permite que Matt vea a Francesca, Alex se enfrenta a sus padres que insisten en que ella vaya a la universidad en lugar de tomarse un año libre para trabajar, y sus padres están luchando para ayudar a pagar los gastos de atención prenatal de Francesca. Para gran sorpresa y furia de su madre, en la reunión de apelación de su escuela, Matt le dice a su director que quiere transferirse a la escuela alternativa con Francesca. Intenta explicarle a su madre que se siente obligado a ir y que ahora podrá conseguir un trabajo que le ayude a pagar las cuentas.
Matt consigue un trabajo en una pizzería, pero las tensiones en la familia siguen aumentando. Matt sobresale en su trabajo, a pesar de que su jefe lo obliga a trabajar más tarde de lo permitido legalmente. Aunque le da todas sus ganancias a sus padres, las facturas siguen siendo altas, por lo que Matt comienza a vender sus videojuegos para ganar dinero extra. Al darse cuenta rápidamente de lo cansado que está, la madre de Matt le exige que se quede con parte de su salario para las emergencias y le permita llevarlo al trabajo todos los días. Ella le dice a Matt lo orgullosa que está de él por la forma en que ha actuado desde que Francesca quedó embarazada. Más cerca de la fecha de parto de Francesca, los Howell y los Freeman se reúnen con un abogado, quien les pide a Matt y a Francesca que firmen papeles acordando entregar el bebé a una agencia de adopción. El abogado explica que el certificado de nacimiento del niño se volverá a emitir para mostrar solo a los padres adoptivos, sin mencionar ninguna adopción. Matt, que ha estado luchando por colocar a su hijo, firma el papel a regañadientes.
Una noche, cuando Matt ve a su madre mirando el libro de su bebé, admite que no puede soportar saber que nunca verá fotos de su bebé, ni siquiera sabrá. La madre de Matt comprende y le pregunta a Dan si consideraría ayudar a Matt a criar al bebé. Dan duda y dice que la familia tomó una decisión y que tendrían que ceñirse a ella. Mientras tanto, Susan y Dan arreglan las relaciones con Alex y se disculpan por hacerla sentir como una perdedora porque sus sueños y metas difieren de los planes previstos para ella.
A mediados de junio, el Dr. Howell llama a los Freeman para decirles que Francesca está por dar a luz. Dan advierte a Susan que no vaya con Matt al hospital porque ambos se encariñarán demasiado con el bebé, pero Susan y Matt van de todos modos. En el hospital, el Dr. Howell explica, de manera bastante grosera, que Francesca dio a luz a una niña y no quería abrazar al bebé. Les dice que el bebé está en la guardería y que permanecerá allí hasta que se lo entreguen a sus padres adoptivos. Susan y Matt van a la guardería a verla, y Matt se enamora inmediatamente del bebé. El Dr. Howell está furioso al ver a Matt sosteniendo al bebé, ya que Matt técnicamente ha renunciado a sus derechos de paternidad. Susan le dice al Dr. Howell que Matt tiene todo el derecho a ver a su bebé y le recuerda que la adopción no será definitiva hasta dentro de seis meses.
De vuelta en la casa, Alex convence a su padre de que la acompañe al hospital a ver al bebé. Con toda la familia reunida en la guardería, Matt les ruega a sus padres que le dejen quedarse con su hija, y ambos están de acuerdo sin dudarlo. Matt vuelve al abogado y le devuelven sus derechos de paternidad. Nombra a su nueva hija Genevieve y la lleva a casa, donde recibe una cálida bienvenida de Susan, Dan, Alex y Blair.

## Reparto y Personajes
- Paul Dano como Matt Freeman, el padre de Genevieve. Lucha por renunciar a Genevieve. Al final, decide criar a Genevieve como padre soltero, con la ayuda de sus padres y su hermana.
- Kathy Baker como Susan Freeman, madre de Matt y Alex y abuela paterna de Genevieve, quien ayuda a Matt con su decisión de quedarse con Genevieve.
- Katie Stuart como Francesca Howell, la madre de Genevieve. Pasa por adopción a causa de su padre. Desconocido si ella es parte de la vida de Genevieve.
- Bruce Davison como Dan Freeman, padre de Matt y Alex y abuelo paterno de Genevieve. Intenta no apegarse emocionalmente a Genevieve. Quiere que Genevieve sea entregada en adopción.
- Terra Vnesa como Alex Freeman, la hermana mayor de Matt y la tía paterna de Genevieve, inicialmente considerada la niña "mala" de la familia debido a su tabaquismo, rebeldía, conflictos frecuentes con miembros de la familia, fracaso académico y negativa a seguir los planes de sus padres para ella.
- Nigel Bennett como el Dr. Howell, padre de Francesca y abuelo materno de Genevieve. No quiere tener nada que ver con Genevieve. Quería que Francesca abortara, pero como estaba demasiado avanzada cuando se reveló su embarazo, la obligó a dar a Genevieve en adopción.
- Shadia Simmons como Blaire, la mejor amiga de Matt.
- Sherry Miller como Juliana Howell, madre de Francesca y abuela materna de Genevieve. Quiere amar a Genevieve.